# Steinzeitliche Parallelgesellschaften
Als Steinzeitliche Parallelgesellschaften bezeichnet man die etwa 2000 Jahre dauernde Koexistenz von mesolithischen Jägern und Sammlern und neolithischen Ackerbauern im heutigen Nordrhein-Westfalen. Dieser Umstand ist durch paläoanthropologische mtDNA-Analysen von Bestattungen aus der Blätterhöhle in Hagen (Westfalen) belegt.
Lange wurde angenommen, dass die mesolithischen Jäger und Sammler vernichtet wurden oder nach Norden in ackerbaufreie Gebiete abwanderten. Nach Ruth Bollongino behielten sie zumindest in Nischenarealen ihre Lebensweise noch etwa 2000 Jahre lang bei und lebten parallel zu den zugewanderten Bauern, bevor ihre Lebensweise etwa um 3000 v. Chr. in Mitteleuropa endete.

## Genetische Ergebnisse
Populationsgenetische Studien konnten nachweisen, dass die ersten Ackerbauern Mitteleuropas (siehe auch Linearbandkeramische Kultur) keine Nachfahren der Jäger und Sammler, sondern Einwanderer waren. Es konnte belegt werden, dass mesolithische Frauen in neolithische Gesellschaften einheirateten, während sich genetische Linien neolithischer Frauen in mesolithischen Gruppen nicht fanden. Die Isotopenanalysen belegen, dass sich die Wildbeuter in unmittelbarer Nähe zu den Ackerbauern aufhielten und über Jahrtausende Kontakt mit ihnen hatten; dabei behielten sie ihre Ernährungsgewohnheiten bei.
Skandinavische Forscher fanden 2009 bei drei Proben aus einem Ganggrab bei Gökhem, in Schweden die mtDNA H;J;T, in 19 Proben der mesolithischen Grübchenkeramischen Kultur in Gotland jedoch die mtDNA-Gruppen U4/5/5a;H1b. Mit einem groß angelegten Vergleich glauben sie bewiesen zu haben, dass die heutigen Skandinavier trotz tausendjähriger Nachbarschaft nicht Nachkommen der mesolithischen Vorbevölkerung, sondern überwiegend der neolithischen Einwanderer der Trichterbecherkultur (TBK – ab 4300 v. Chr.) sind.

## Kontext
Das Flachgräberfeld von Schwerin-Ostorf ist das Relikt von Jägern und Sammlern der Ertebølle-Kultur bzw. der Lietzow-Kultur, die in Enklaven auf für die Landwirtschaft nicht nutzbaren Arealen im heutigen Mecklenburg-Vorpommern und Brandenburg im ansonsten von den Trägern der Trichterbecherkultur (TBK) genutzten Gebiet für eine gewisse Zeit fortbestand. Ein Übergang der Lebensweisen durch Adaption konnte auch in anderen Studien nicht belegt werden. Ein Hauptgrund dafür ist, dass die „eingekreisten“ Jäger und Sammler gar keine freien Areale mehr vorfanden, die zu einer Änderung der Lebensweise geeignet gewesen wären.